# (5127) Bruhns
(5127) Bruhns ist ein Asteroid des Hauptgürtels, der am 4. Februar 1989 vom belgischen Astronomen Eric Walter Elst am La-Silla-Observatorium (Sternwarten-Code 809) der Europäischen Südsternwarte in Chile entdeckt wurde.
Der Asteroid ist nach dem deutschen Komponisten und Organisten Nicolaus Bruhns (1665–1697) benannt, der als Vertreter der norddeutschen Orgelschule vier vollständige Orgelwerke und mehrere geistliche Kantaten schuf.